# Aalborg Håndbold
Aalborg Håndbold ist ein dänischer Handballverein aus Aalborg. Aalborg Håndbold spielt in der ersten dänischen Liga, der HTH Herreligaen. In den Jahren 2010, 2013, 2017, 2019, 2020, 2021, 2024 und 2025 gewann die Männermannschaft die dänische Meisterschaft. Die Heimspielstätte ist die Gigantium Arena.

## Geschichte
Die Handballabteilung wurde 2000 gegründet und entstammt dem Aalborg HSH. Sie stiegen zu Beginn der Saison 2000/01 in die erste dänische Liga auf, in der sie den 9. Platz erreichten. In den weiteren zwei Jahren verbesserten sie sich mit den Plätzen 6. und 4. In der Saison 2003/04 nahmen sie zum ersten Mal am EHF-Pokal teil und erreichten dort das Viertelfinale, wo sie gegen den THW Kiel ausschieden. Gleichzeitig wurden sie in der Liga Dritter, was sie zur Teilnahme am EHF-Pokal qualifizierte. In der folgenden Saison wurden sie in der Liga nur Siebter und schieden im EHF-Pokal im Sechzehntelfinale gegen A1 Bregenz aus. Die Saison 2005/06 verlief auch nicht viel besser. Mit dem Erreichen des 7. Platzes in der Liga, waren sie zum zweiten Mal nicht für europäische Pokale qualifiziert. Die Spielzeiten 2006/07 und 2007/08 verliefen ähnlich, weshalb sie sich wiederum nicht für einen europäischen Pokal qualifizieren konnten. In der Saison 2008/09 wurden sie in der Liga Erster, aber schafften es in den Play-offs nicht, die Dänische Meisterschaft zu erringen. Die erfolgreichste Saison war 2009/10, als sie zum ersten Mal Dänischer Meister wurden und sich somit für die EHF Champions League 2010/11 qualifizierten. Sie besiegten den KIF Kolding in einem "Best-of-Three" System, wovon sie alle drei Spiele ausspielen mussten. Seit 2010 wird der Verein vom dänischen Multimillionär Eigild B. Christensen unterstützt. In der Saison 2010/11 wurde man in der Liga Fünfter und in den Play-offs Dritter, was nicht zur Teilnahme am Finale berechtigte. Dadurch war man in der kommenden Saison nicht für Internationale Spiele berechtigt. In der Champions League schied man als Letzter der Gruppe C in der Gruppenphase aus. Die Vorrunde der Saison 2012/13 schloss Aalborg als Tabellenvierter ab, wodurch sich die Mannschaft für die Meisterschaftsrunde qualifizierte. Hier zog die Mannschaft in das Finale ein, wo sie jeweils das Hin- und Rückspiel gegen KIF Kolding gewinnen konnten.
Aalborg gelang es in der Folge immer wieder junge Spieler wie z. B. Mads Mensah Larsen, Simon Hald Jensen oder Magnus Saugstrup selbst auszubilden oder zu verpflichten (Sander Sagosen). Meist musste man diese aber Richtung Deutschland oder Frankreich ziehen lassen. Nach mehreren dänischen Meisterschaften soll mit Hilfe von Christensen auch international der Angriff auf einen Titel erfolgen. Dafür wurden renommierte Stars wie Welthandballer Mikkel Hansen (ab 2022), Aron Pálmarsson, Jesper Nielsen und Kristian Bjørnsen (alle 2021) verpflichtet, die das bestehende Gerüst um die schwedischen Vizeweltmeister Mikael Aggefors, Felix Claar, Lukas Sandell und Altstar Henrik Møllgaard Jensen verstärken sollen.
In der Saison 2020/21 sorgte das Team in der EHF Champions League für Furore. Bereits in der Gruppenphase siegte man bei Telekom Veszprém. Nachdem die Dänen im Achtelfinale gegen den FC Porto auf Grund der Auswärtstorregel weitergekommen waren, schalteten sie im Viertelfinale die favorisierte SG Flensburg-Handewitt (mit Mensah Larsen und Hald Jensen) aus. Im Final-Four-Turnier in Köln drehten sie nach einem Fünf-Tore-Rückstand noch das Spiel gegen Paris Saint-Germain um Mikkel Hansen und erreichten das Endspiel gegen den FC Barcelona um Aron Pálmarsson, wo sie mit 23:36 deutlich unterlagen.

## Kader 2025/26
| Nr. | Name                     | Nation      | Position        | Geburtstag |
| --- | ------------------------ | ----------- | --------------- | ---------- |
| 01  | Niklas Landin Jacobsen   | Danemark    | Torwart         | 19.12.1988 |
| 03  | Lukas Nilsson            | Schweden    | Rückraum links  | 16.11.1996 |
| 04  | Patrick Wiesmach         | Danemark    | Rechtsaußen     | 23.03.1990 |
| 05  | Sander Sagosen           | Norwegen    | Rückraum links  | 14.09.1995 |
| 07  | Thomas Sommer Arnoldsen  | Danemark    | Rückraum Mitte  | 11.01.2002 |
| 08  | Vetle Rønningen          | Norwegen    | Rückraum links  | 13.05.1998 |
| 09  | Patrick Helland Anderson | Norwegen    | Rückraum rechts | 08.12.2004 |
| 11  | Simon Hald Jensen        | Danemark    | Kreis           | 28.09.1994 |
| 12  | Fabian Norsten           | Schweden    | Torwart         | 11.07.2000 |
| 14  | Mads Hoxer Hangaard      | Danemark    | Rückraum rechts | 06.12.2000 |
| 17  | Alexander Blonz          | Norwegen    | Linksaußen      | 17.04.2000 |
| 19  | Kristian Bjørnsen        | Norwegen    | Rechtsaußen     | 10.01.1989 |
| 20  | Felix Möller             | Schweden    | Kreis           | 04.09.2002 |
| 21  | Juri Knorr               | Deutschland | Rückraum Mitte  | 09.05.2000 |
| 22  | René Antonsen            | Danemark    | Kreis           | 04.03.1992 |
| 23  | Buster Juul              | Danemark    | Linksaußen      | 31.03.1993 |
| 25  | Marinus Munk             | Danemark    | Rückraum links  | 22.04.2003 |
|     | Ágúst Elí Björgvinsson   | Island      | Torwart         | 11.04.1995 |

### Zugänge 2025/26
- Juri Knorr (Rhein-Neckar Löwen)[2]
- Patrick Helland Anderson (Elverum Håndball)[3]
- Tobias Nielsen (TMS Ringsted, wird in der Saison 2025/26 an HØJ Håndbold verliehen)[4]
- Alexander Blonz (GOG)[5]
- Vetle Rønningen (Skjern Håndbold)[6]
- Ágúst Elí Björgvinsson (Ribe-Esbjerg HH, Leihe)[7]

### Abgänge 2025/26
- Henrik Møllgaard Jensen (Karriereende)[8]
- Jack Thurin (Montpellier Handball)[9]
- Miguel Martins (Dinamo Bukarest)[10]
- Aleks Vlah (Industria Kielce)[11]
- Sebastian Barthold (SC Magdeburg)[12]
- Martin Larsen (Karriereende)[13]

## Bekannte ehemalige Spieler
- Jacob Bagersted
- Joachim Boldsen
- Mads Christiansen
- Felix Claar
- Ole Erevik
- Henrik Toft Hansen
- Mikkel Hansen
- Johan Jakobsson
- Simon Hald Jensen
- André Jørgensen
- Kristian Kjelling
- Thomas Klitgaard
- Jannick Green Krejberg
- Jonas Larholm
- Mads Mensah Larsen
- Jan Lennartsson
- Andreas Palicka
- Aron Pálmarsson
- Sørenn Rasmussen
- Lukas Sandell
- Sander Sagosen
- Magnus Saugstrup
- Johan Sjöstrand
- Rune Skjærvold
- Kjetil Strand
- Håvard Tvedten

## Die Saisonbilanzen
AaB Håndbold spielt seit elf Jahren in der 1. Dänischen Liga. Die verschiedenen Liganamen kommen vom Wechsel des Hauptsponsoren der 1. Dänischen Liga.
Im dänischen Spielsystem gibt es noch eine Playoff-Runde, wo anschließend die Meisterschaft ausgespielt wird.
In der Tabelle sind nur die Ligastände eingetragen.
| Saison  | Liga                | Platz | Spiele | Tore        | Diff. | Punkte  |
| ------- | ------------------- | ----- | ------ | ----------- | ----- | ------- |
| 2000/01 | HåndboldLiga Herrer | 9.    | 26     | 0644 : 0638 | +06   | 27 : 25 |
| 2001/02 | TDC Ligaen          | 6.    | 26     | 0661 : 0633 | +028  | 30 : 22 |
| 2002/03 | TDC Ligaen          | 4.    | 24     | 0667 : 0616 | +051  | 31 : 17 |
| 2003/04 | HåndboldLiga Herrer | 3.    | 26     | 0744 : 0676 | +068  | 38 : 14 |
| 2004/05 | HåndboldLiga Herrer | 7.    | 26     | 0752 : 0716 | +036  | 28 : 24 |
| 2005/06 | HåndboldLiga Herrer | 7.    | 26     | 0790 : 0790 | ±0    | 24 : 28 |
| 2006/07 | Tele2 Ligaen        | 6.    | 26     | 0781 : 0765 | +016  | 27 : 25 |
| 2007/08 | Tele2 Ligaen        | 7.    | 26     | 0771 : 0760 | +011  | 30 : 22 |
| 2008/09 | CBB Mobil Ligaen    | 1.    | 26     | 0824 : 0696 | +0128 | 41 : 11 |
| 2009/10 | Jack & Jones Ligaen | 3.    | 24     | 0803 : 0687 | +0116 | 36 : 12 |
| 2010/11 | Jack & Jones Ligaen | 5.    | 26     | 0845 : 0767 | +078  | 34 : 18 |
| 2011/12 | Jack & Jones Ligaen | 6.    | 26     | 0769 : 0713 | +056  | 30 : 22 |
| 2012/13 | Jack & Jones Ligaen | 4.    | 26     | 0699 : 0617 | +082  | 37 : 15 |
| 2013/14 | Håndboldligaen      | 4.    | 26     | 0694 : 0636 | +048  | 38 : 14 |
| 2014/15 | Håndboldligaen      | 2.    | 26     | 0657 : 0602 | +055  | 38 : 14 |
| 2015/16 | Håndboldligaen      | 7.    | 26     | 0676 : 0663 | +013  | 28 : 24 |
| 2016/17 | Håndboldligaen      | 1.    | 26     | 0727 : 0630 | +097  | 41 : 11 |
| 2017/18 | 888ligaen           | 4.    | 26     | 0711 : 0656 | +055  | 32 : 20 |
| 2018/19 | Håndboldligaen      | 1.    | 26     | 0795 : 0691 | +0104 | 41 : 11 |
| 2019/20 | Håndboldligaen      | 1.    | 24     | 0706 : 0637 | +0069 | 42 : 06 |
| 2020/21 | Håndboldligaen      | 2.    | 24     | 0773 : 0689 | +0084 | 37 : 11 |
| 2022/23 | Håndboldligaen      | 1.    | 26     | 0828 : 0710 | +0118 | 45 : 07 |
| 2023/24 | Håndboldligaen      | 1.    | 26     | 0839 : 0710 | +0129 | 46 : 06 |
| 2024/25 | Håndboldligaen      | 1.    | 26     | 0859 : 0754 | +0105 | 45 : 07 |